# Manfred Wagner
Manfred Wagner (Monaco di Baviera, 31 agosto 1938 – Monaco di Baviera, 10 febbraio 2015) è stato un calciatore tedesco, di ruolo centrocampista.

## Carriera
Per tutta la carriera ha militato nel Monaco 1860, con cui ha vinto il campionato 1965-1966, arrivando poi secondo la stagione successiva, la Coppa di Germania del 1964, e ha disputato la  finale, persa contro il West Ham Utd della Coppa delle Coppe 1964-1965 al Wembley Stadium.
Coi Leoni di Monaco ha disputato 187 incontri in Bundesliga, con 3 reti all'attivo.

## Palmarès
- Campionato tedesco: 1

Monaco 1860: 1965-1966
- Coppa di Germania: 1

Monaco 1860: 1963-1964